# Бжезе (Поморське воєводство)
Бжезе (пол. Brzezie) — село в Польщі, у гміні Жечениця Члуховського повіту Поморського воєводства.
Населення — 480 осіб (2011).
У 1975-1998 роках село належало до Слупського воєводства.

## Демографія
Демографічна структура станом на 31 березня 2011 року:
|          | Загалом | Допрацездатний вік | Працездатний вік | Постпрацездатний вік |
| -------- | ------- | ------------------ | ---------------- | -------------------- |
| Чоловіки | 223     | 53                 | 151              | 19                   |
| Жінки    | 257     | 58                 | 139              | 60                   |
| Разом    | 480     | 111                | 290              | 79                   |